# Первомайський повіт
Первома́йський пові́т — адміністративно-територіальна одиниця Миколаївської губернії з центром у місті Первомайськ.

## Географія
Первомайський повіт розташовувався на північному заході Миколаївської губернії. Проіснував із (липня 1919) 25 грудня 1920 р. по 7 березня 1923 р.
Станом на 1921 рік складався із 28 волостей:
| №  | Назва волості                     |
| -- | --------------------------------- |
| 1  | Благодатнівська                   |
| 2  | Богопільська                      |
| 3  | Велико-Мечетнянська               |
| 4  | Велико-Троянівська                |
| 5  | Вербівська                        |
| 6  | Вікторштадтська (Марківська)      |
| 7  | Вільшанська (Ольшанська)          |
| 8  | Врадіївська                       |
| 9  | Голованівська                     |
| 10 | Головлівська                      |
| 11 | Данилівська                       |
| 12 | Добровеличківська                 |
| 13 | Катеринівська (Кам'яно-Мостиська) |
| 14 | Кривоозерська (Ананьївський пов.) |
| 15 | Кривоозерська (Балтський)         |
| 16 | Липнязька                         |
| 17 | Липовенська                       |
| 18 | Лисогірська                       |
| 19 | Любомирська                       |
| 20 | Надлацька                         |
| 21 | Ново-Архангельська                |
| 22 | Ново-Павлівська (Мшанська)        |
| 23 | Піщано-Брідська                   |
| 24 | Романо-Балківська                 |
| 25 | Тишківська                        |
| 26 | Тридубська                        |
| 27 | Троянська                         |
| 28 | Юзефпільська (Людвинка)           |